# Ghara Hasanlu-je Chwadże Pasza
Ghara Hasanlu-je Chwadże Pasza (pers. قره حسنلو خواجه پاشا) – wieś w Iranie, w ostanie Azerbejdżan Zachodni. W 2006 roku  liczyła 220 mieszkańców w 69 rodzinach.